# متساوي الكتل
متساوي الكتل أو المُتكاتلة (isobar) هو تعبير مستخدم في الفيزياء والكيمياء النووية لوصف النويدات التي تنتمي لعناصر كيميائية مختلفة، ولكن لنواتها العدد نفسه من النويات. بتعبير آخر، فإن النويدات متساوية الكتلة لها عدد ذري مختلف، لكن لها نفس العدد الكتلي.
على سبيل المثال، إن النويدات التالية: كبريت-40 وكلور-40 وأرغون-40 وبوتاسيوم-40 وكالسيوم-40 عبارة عن نويدات متساوية الكتل، حيث أن جميع نوى هذه النويدات تحوي 40 نوية، على الرغم من أن العدد الذري (عدد البروتونات) متفاوت.
جرى اقتراح تسمية ايزوبار (isobar) للنويدات متساوية الكتل من قبل الكيميائي البريطاني ألفد والتر ستيوارت Alfred Walter Stewart، وذلك في عام 1918.

## اقرأ أيضاً
- نظير، نويدات لها نفس عدد البروتونات.
- متساوي النيوترونات، نويدات لها نفس عدد النيوترونات.
- متماكبات نووية، (حالات مهيجة مختلفة لنفس النويدة)